# Трецо сул'Ада
Трецо сул'Ада (на италиански: Trezzo sull'Adda) е град и община в Северна Италия.
Разположен е край река Ада в провинция Милано на регион Ломбардия. Населението му е от 12 412 жители по данни от преброяването през 2009 г.

## Спорт
Представителният футболен отбор на града е на клуб СС Тритиум 1908, има аматьорски статут.

## Побратимени градове
- Чево, Италия